# Marc financer de la Unió Europea
El marc financer de la Unió Europea, o Marc financer pluriennal (MFP), és un pla de despesa plurianual que transforma en termes financers les prioritats de la UE i limita la despesa de la unió durant un període determinat.
Es considera que el marc financer s'ha de definir per a un termini no inferior a 5 anys i en l'actualitat es treballa amb acords sobre marcs financers per a períodes de 7 anys.
El marc financer agrupa les activitats de la Unió en categories de despesa i assigna un sostre màxim que els pressupostos anuals han de respectar cada any.
Les principals raons que justifiquen un marc financer pluriennal són les següents:
- Assegurar una evolució controlada de la despesa al llarg del temps.
- Facilitar la planificació de projectes i programes multianuals.
- Assegurar els recursos suficients per a les prioritats de la Unió a mitjà i llarg termini.
- Facilitar el procés de decisió i l'acord entre el Consell i el Parlament en l'elaboració del pressupost anual.

Dos anys i mig abans de l'entrada en vigor del MFP en qüestió, la Comissió Europea proposa un reglament amb els sostres de despesa per a cada exercici anual i la clau de repartiment entre cada partida. Tot seguit, el Consell l'ha d'adoptar unànimement després que el Parlament hi hagi donat el seu consentiment.

## Marc financer 1988-1992
El primer marc financer, anomenat Acord Delors I, cobria el període 1988-1992 i tenia com a prioritat establir el Mercat Interior i consolidar el programa marc plurianual de recerca i desenvolupament.

## Marc financer 1993-1999
El segon marc financer, 1993-1999, l'Acord Delors II, prioritzava la política social i de cohesió així com la introducció de l'Euro

## Marc financer 2000-2006
El tercer marc financer, 2000-2006, anomenat també Agenda 2000, va estar fortament marcat per l'ampliació de la Unió Europea, que va tenir lloc l'1 de maig de 2004 i va implicar la incorporació de 10 països, sobretot d'Europa central i oriental: Polònia, Txèquia, Eslovàquia, Hongria, Eslovènia, Lituània, Letònia, Estònia, Malta i Xipre.

## Marc financer 2007-2013
La proposta inicial de la Comissió per al Marc financer (2007-2013) pretenia centrar-se en el creixement sostenible i la competitivitat com a instruments per a la creació d'ocupació. Tanmateix, tot aquest septenni va quedar alterat per la crisi financera i del deute de 2007, amb el risc per a la Unió Econòmica i Monetària i, sobretot, per a Grècia.
Vegeu article principal: Marc financer de la Unió Europea 2007-2013)

## Marc financer 2014-2020
El cinquè Marc financer s'inscrivia en una lògica de continuïtat de l'anterior, tant per les prioritats sectorials com pel sostre de despesa.

## Marc financer 2021-2027
Actualment en vigor, el Marc financer pluriennal (MFP) de la UE va ser condicionat fortament per, entre d'altres, la sortida del Regne Unit de la Unió Europea i també la resposta institucional de la UE a la crisi derivada de la Pandèmia de COVID-19. En destaca, per primer cop, un paquet de deute mutualitzat amquè es va finançar el programa Next Generation EU i el Mecanisme de recuperació i de resiliència. Aquests recursos (més de 800 mil milions d'euros) obtinguts als mercats financers caldrà retornar-los en el període comprès entre 2028 i 2058. A més, el conjunt del MFP 2024 va ser revisat per recollir-hi d'altres prioritats sobrevingudes, com ara diversos dispositius de suport a Ucraïna en el marc de la invasió russa de 2022.

## Marc financer post-2027
El 2025, la Comissió Europea ha de presentar la proposta per al període successiu, probablement 2028-2034.